# Semi-marathon d'Olomouc
Le Semi-marathon d'Olomouc (en anglais : Olomouc Half Marathon) est une course de semi-marathon se déroulant tous les ans, en juin, dans la ville d'Olomouc, en République tchèque. Créée en 2010, l'épreuve fait partie du circuit international des IAAF Road Race Label Events, dans la catégorie des « Labels d'or ». Le sponsor principal de l'évènement est Mattoni.

## Vainqueurs
| Année | Hommes                                              | Temps                                               | Femmes                                              | Temps                                               |
| ----- | --------------------------------------------------- | --------------------------------------------------- | --------------------------------------------------- | --------------------------------------------------- |
| 2010  | Joseph Maregu                                       | 1 h 03 min 19 s                                     | Asnakech Mengitsu                                   | 1 h 13 min 12 s                                     |
| 2011  | Shami Abdulahi                                      | 1 h 00 min 44 s                                     | Netsanet Achamo                                     | 1 h 10 min 41 s                                     |
| 2012  | Nicholas Kipkemboi                                  | 1 h 01 min 48 s                                     | Yebrgual Melese                                     | 1 h 11 min 33 s                                     |
| 2013  | Henry Kiplagat                                      | 1 h 03 min 00 s                                     | Betelhem Moges                                      | 1 h 10 min 38 s                                     |
| 2014  | Geoffrey Ronoh                                      | 1 h 00 min 17 s                                     | Edna Kiplagat                                       | 1 h 08 min 53 s                                     |
| 2015  | Josphat Kiptis                                      | 1 h 00 min 21 s                                     | Mary Keitany                                        | 1 h 06 min 38 s                                     |
| 2016  | Stanley Biwott                                      | 1 h 00 min 46 s                                     | Mary Keitany                                        | 1 h 08 min 53 s                                     |
| 2017  | Josphat Kiptis                                      | 1 h 01 min 50 s                                     | Worknesh Degefa                                     | 1 h 09 min 19 s                                     |
| 2018  | Stephen Kiprop                                      | 1 h 00 min 15 s                                     | Netsanet Gudeta                                     | 1 h 07 min 30 s                                     |
| 2019  | Yassine Rachik                                      | 1 h 04 min 26 s                                     | Lilia Fisikowici                                    | 1 h 13 min 32 s                                     |
| 2020  | Course annulée en raison de la pandémie de Covid-19 | Course annulée en raison de la pandémie de Covid-19 | Course annulée en raison de la pandémie de Covid-19 | Course annulée en raison de la pandémie de Covid-19 |
| 2021  | Gerron Stewart                                      | 1 h 09 min 39 s                                     | Hana Homolková                                      | 1 h 20 min 24 s                                     |
| 2022  | Vitaliy Shafar                                      | 1 h 05 min 31 s                                     | Valeriya Zinenko                                    | 1 h 12 min 57 s                                     |
| 2023  | Sebastian Hendel                                    | 1 h 03 min 53 s                                     | Hanne Verbruggen                                    | 1 h 12 min 45 s                                     |

 Record de l'épreuve